# Friedrich Gustav Jakob Henle
Pour les articles homonymes, voir Henle.
Friedrich Gustav Jakob Henle est un pathologiste et un anatomiste bavarois, né le 9 juillet 1809 à Fürth en royaume de Bavière et mort le 13 mai 1885 à Göttingen.

## Carrière
Né à Furth dans une famille de commerçants juifs, il fait ses études dans les universités de Bonn et d’Heidelberg. Il est l’élève de Johannes Peter Müller (1801-1858) et obtient son titre de docteur en médecine en 1832. Après avoir enseigné à Zurich, il devient professeur de pathologie et d’anatomie à Heidelberg en 1844 puis, à partir de 1852, professeur à Göttingen. Il devient correspondant de la Royal Society en 1873.

## Contributions à la science
On doit à Henle quelques travaux en zoologie, notamment en ichtyologie.
Dans un essai de 1840, il fait écho aux travaux de Bassi sur la nature microbienne de la muscardine du ver à soie et à ceux de Cagniard de Latour et de Schwann sur la nature vivante de la levure, développe une théorie microbienne des maladies contagieuses et formule les critères permettant selon lui de décider si telle maladie a pour cause tel micro-organisme. Ces « postulats » sont souvent attribués à son élève Robert Koch et appelés Postulats de Koch.

## Liste partielle des publications
- Ueber Narcine, eine neue Gattung electrischer Rochen, nebst einer Synopsis der electrischen Rochen, etc. (Berlin, 1834).
- Pathologische Untersuchungen (Berlin, 1840).
- Avec Johannes Peter Müller (1801-1858), Systematische Beschreibung der Plagiostomen. ... Mit sechzig Steindrucktafeln (Berlin, 1841).
- Traduit par Antoine Jacques Louis Jourdan (1788-1848), Traité d’anatomie générale, ou histoire des tissus et de la composition chimique du corps humain... (deux tomes, Paris, 1843).
- Avec Karl von Pfeufer (de) (1806-1869), Zeitschrift für rationelle Medicin (dix volumes, Heidelberg, 1844-1851).
- Traduit par Henry C. Preston, A treatise on General Pathology... (Philadelphie, 1853).
- Handbuch der systematischen Anatomie des Menschen (trois volumes, Braunschweig, 1855-1871).
- Anatomische Hand-Atlas zum Gebrauch im Secirsaal (Braunschweig, 1871).
- Albrecht von Haller (1872).
- Anthropologische Vorträge (deux volumes, Braunschweig, 1876-1880).
- Grundriss der Anatomie des Menschen... Nebst einem Atlas, etc. (Braunschweig, 1880, réédité en 1883, 1888).